# باري مانيلو

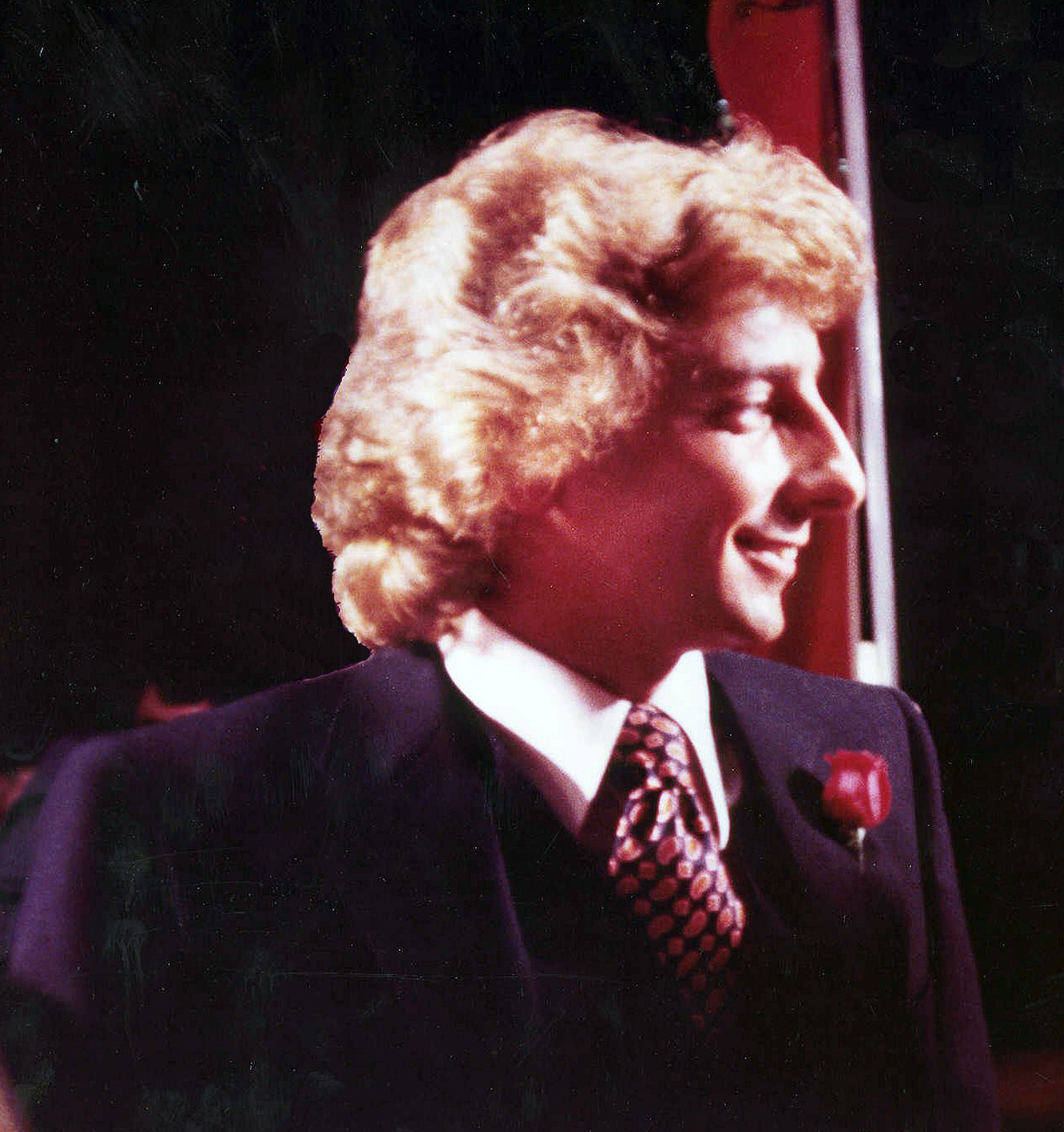
باري مانيلو عام 1979

باري مانيلو Barry Manilow هو مغني أمريكي، ولد في 17 يونيو 1943 في بروكلين (الولايات المتحدة).

## حياته
ولد باري في بروكلين باسم باري ألان بينكوس، عند سن العامين ترك والده البيت العائلي مما حمل الولد اسم والدته إدنا، تعلم العزف على آلة البيانو وأصبح عازفاً ومنظماً للمغنية والممثلة الأمريكية بيتي مدلر، وكان أول نجاح لهما من خلال العمل مع بعضهما في النوادي الليلية في نيويورك. أنتج أيضا عام 1972 أول ألبوم للمغنية بيتي مدلر.
كان لوقع نجاحه معها في أنه استطاع أن ينشر أول ألبوم سولو له عام 1973.

## وصلات خارجية
- باري مانيلو على موقع IMDb (الإنجليزية)
- باري مانيلو على موقع الموسوعة البريطانية (الإنجليزية)
- باري مانيلو على موقع روتن توميتوز (الإنجليزية)
- باري مانيلو على موقع ألو سيني (الفرنسية)
- باري مانيلو على موقع ميوزك برينز (الإنجليزية)
- باري مانيلو على موقع أول موفي (الإنجليزية)
- باري مانيلو على موقع قاعدة بيانات برودواي على الإنترنت (الإنجليزية)
- باري مانيلو على موقع قاعدة بيانات برودواي على الإنترنت (الإنجليزية)
- باري مانيلو على موقع قاعدة بيانات الأفلام السويدية (السويدية)
- باري مانيلو على موقع إن إن دي بي (الإنجليزية)
- موقع باري مانيلو